# خفاش ثلاثي الشعب
خفاش ثلاثي النواتئ أو خفاش ثلاثي الشعب (الاسم العلمي Asellia tridens tridens) هو نوع من الخفافيش ينتمي إلى فصيلة خفافيش العالم القديم عاريات البطن، ينتشر في أفغانستان والجزائر وبوركينا فاسو وتشاد وجيبوتي ومصر وإريتريا وإثيوبيا وغامبيا وإيران وفلسطين وليبيا ومالي وموريتانيا والمغرب والنيجر وعمان (مدينة) والعراق وباكستان والسعودية والسنغال والصومال والسودان وتونس (مدينة) واليمن، وربما تنزانيا. موائلها الطبيعية هي المناطق شبه استوائية أو الغابات الاستوائية الجافة، السافانا الجافة، شبه الاستوائية أو الاستوائية الجافة في الأراضي الشجيرية والكهوف والصحاري الحارة.